# Antonio Cumplido
Antonio Cumplido (n. ?, siglo XVIII – m. 1823 post.) fue un insurgente mexicano, miembro del Supremo Congreso Mexicano, ostentó el poder ejecutivo tripartito en 1815 y también a través de la Comisión Ejecutiva.
Se desconocen el lugar y la fecha de su nacimiento, así como los de su muerte.

## Semblanza biográfica
Con anterioridad al levantamiento del cura Miguel Hidalgo, en 1808 participó en la Conspiración de Valladolid dirigida por Mariano Michelena, pero más adelante se incorporó al movimiento insurgente e intervino en numerosas acciones de guerra. Su formación y conocimientos le llevaron a participar de las tareas legislativas y de propaganda, a través de los periódicos en los que colaboró junto con el doctor José María Cos.

## Congreso de Apatzingán
Estuvo presente en los debates constitucionales del Congreso de Apatzingán y más tarde se mantuvo en la cúpula insurgente del entorno del generalísimo José María Morelos y Pavón. Sustituyó a Cos cuando éste se levantó contra el Congreso y el poder ejecutivo, integrándose en un triunvirato con Morelos y José María Liceaga. En realidad, este poder lo ejercieron Cumplido y Morelos, ya que Liceaga había solicitado permiso para retirarse temporalmente al Bajío. La caída de Morelos en diciembre de 1815 y la disolución del Congreso, por parte del también insurgente Manuel Mier y Terán, obligaron a la formación de una “Comisión Ejecutiva” a la que se incorporó Cumplido.
La llegada del virrey Apodaca a Nueva España y la política de moderación y de indultos iniciada en 1816 forzaron a Cumplido y otros líderes a refugiarse en la fortaleza de Jaujilla, junto al lago Zacapu (Michoacán), desde donde asistieron a la rendición o entrega de la mayoría de los núcleos insurgentes.
Cuando Francisco Xavier Mina llegó a México en abril de 1817, se reanudó el esfuerzo guerrillero bajo la dirección del grupo resistente de Jaujilla, que se había constituido en gobierno provisional mexicano, la llamada “Junta de Jaujilla”.
En junio de 1817 fue comisionado por la Junta, en compañía del doctor San Martín y del padre Torres, comandante general de la zona, para dar la bienvenida a Mina, que acababa de llegar al fuerte del Sombrero.
Fracasada esta coyuntura resistente con el fusilamiento de Mina en noviembre de 1817, Cumplido permaneció en Jaujilla hasta el asalto al fuerte por los realistas, en la segunda mitad de diciembre. El 28 de ese mes, acompañando al presidente Ayala, Cumplido abandonó Jaujilla, llevándose la imprenta en la que se habían impreso varios números de la Gaceta del Gobierno provisional Mexicano de las provincias del Poniente.
Tras la caída de Jaujilla se recompuso otra junta insurgente, que instaló su sede en las rancherías de Zárate y en la que se encontraron Cumplido, San Martín y Villaseñor, este último en sustitución de Ayala.

## Primer Imperio Mexicano
Sin datos sobre sus actuaciones posteriores, ni sobre la fecha y el lugar de su muerte, se sabe que en 1823, consumada la independencia, formó parte de la Junta de Premios que evaluó la actuación y las recompensas debidas a quienes habían participado en la insurgencia.